# حاجی‌کلا (اسفیورد شوراب)
حاجی‌کلا، روستایی از توابع بخش مرکزی شهرستان ساری در استان مازندران ایران است.

## جمعیت
این روستا در دهستان اسفیورد شوراب قرار داشته و براساس آخرین سرشماری مرکز آمار ایران که در سال ۱۳۸۵ صورت گرفته، جمعیت آن ۸۷۳نفر (۲۲۱خانوار) بوده‌است.